# حزب جنوب السودان الاتحادي
حزب جنوب السودان الاتحادي كان حزبًا سياسيًا سودانيًا قصير العمر تشكل في العام 1957. نجح الحزب في الانتخابات البرلمانية السودانية 1958، لكنه ترك البرلمان عندما اتضح أن مقترحاته الدستورية الاتحادية سترفض، وقد تاكد بعد ذلك بفترة وجيزة.
حصل السودان علي استقلاله في يناير من العام 1956 وقد تقرر إجراء الانتخابات في فبراير - مارس من العام 1958. وفي العام 1957 قرر أزبوني مونديري ومثقفون شباب وخريجو الجامعات من الجنوب أن يؤسسوا حزبًا لمناصرة سياسات يحتاجها الجنوب.
كان الأب ساتورنينو لوهوري هيلانغي أحد مؤسسي الحزب. دعا المؤسسون الحزب بالحزب الاتحادي الجنوبي والحزب الاتحادي. لقد وضع دستور الحزب مبادئ تضمنت الدعوة إلى اتحاد متساو للولايات الشمالية والجنوبية مع مساواة اللغة الإنجليزية بالعربية. طالب الحزب كذلك بعلمانية الدولة، مع الاعتراف بالإسلام والمسيحية باعتبارهما الديانتين الرئيسيتين ولكن مع احترام الديانات الأخرى وأن يكون للجنوب خدمة مدنية ونظامًا تعليميًا وجيشًا منفصلة.
شكل الحزب الاتحادي جبهة موحدة مع الجبهة المعادية للاستعمار. كما شكل رئيس الوزراء - حينها - إسماعيل الأزهري روابط مع الاتحاديين والنقابات. وفي انتخابات فبراير البرلمانية عام 1958، ربح الحزب 40 مقعدًا برلمانيًا من أصل 46 مخصصة للجنوب. لقد مثل منبر الحزب تحديًا خطيرًا للسلطات. ومع ذلك، عندما اتضح أن الجمعية التأسيسية ستتجاهل المطالب الاتحادية غادر النواب الجنوبيين البرلمان في 16 يونيو 1958. اعتقلت الحكومة مونديري ثم تفكك الحزب. وفي مكانه، شكل الأب ساتورنينو الكتلة الجنوبية المكونة من 25 عضوًا. في نوفمبر 1958 استولى الجنرال إبراهيم عبود علي السلطة وحل البرلمان.